# Taruga (Nigeria)

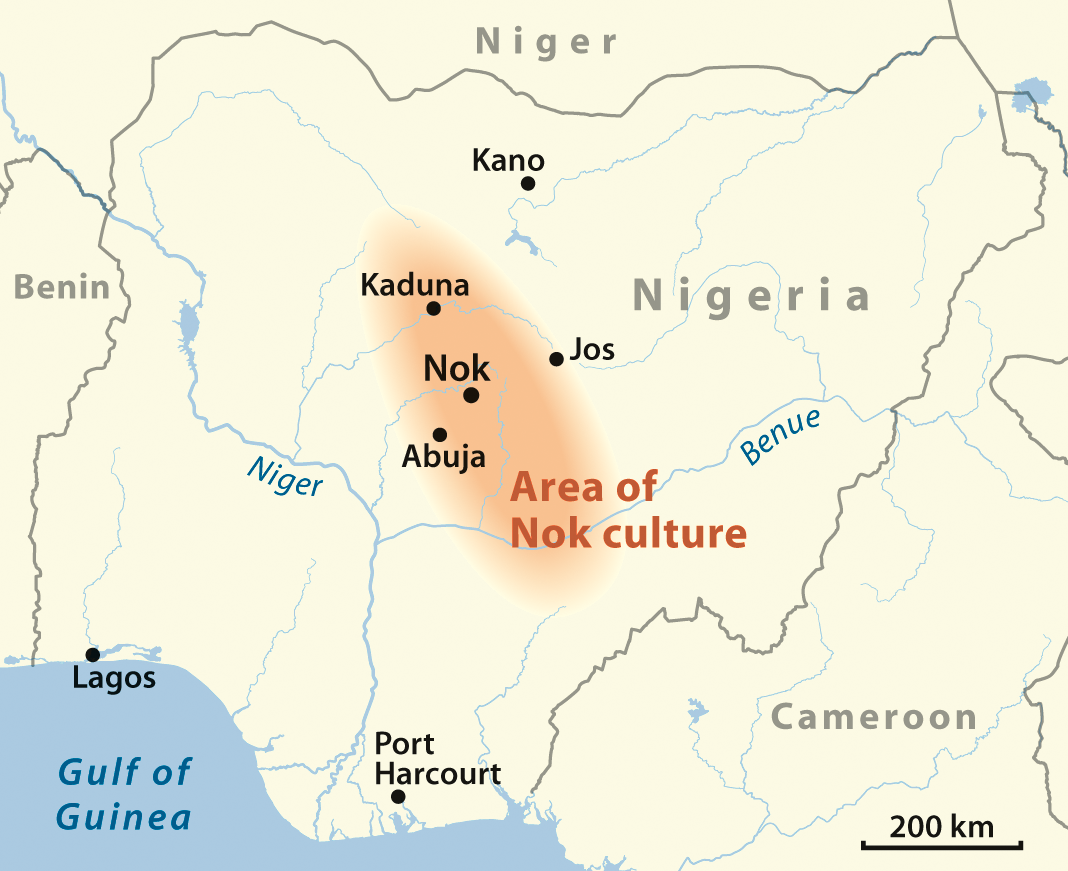
Aire d'expansion de la culture de Nok, au Nigeria. Taruga est située au sud-est de la capitale Abuja.

Taruga est un site archéologique du Nigeria, connu pour les objets de la culture de Nok, datant de 600 av. J.-C., qui y furent découverts en même temps que des traces d'un travail du fer ancien (viie siècle av. J.-C.). Il est situé à 60 km au sud-est d'Abuja, dans une région appelée middle belt.

## Contexte

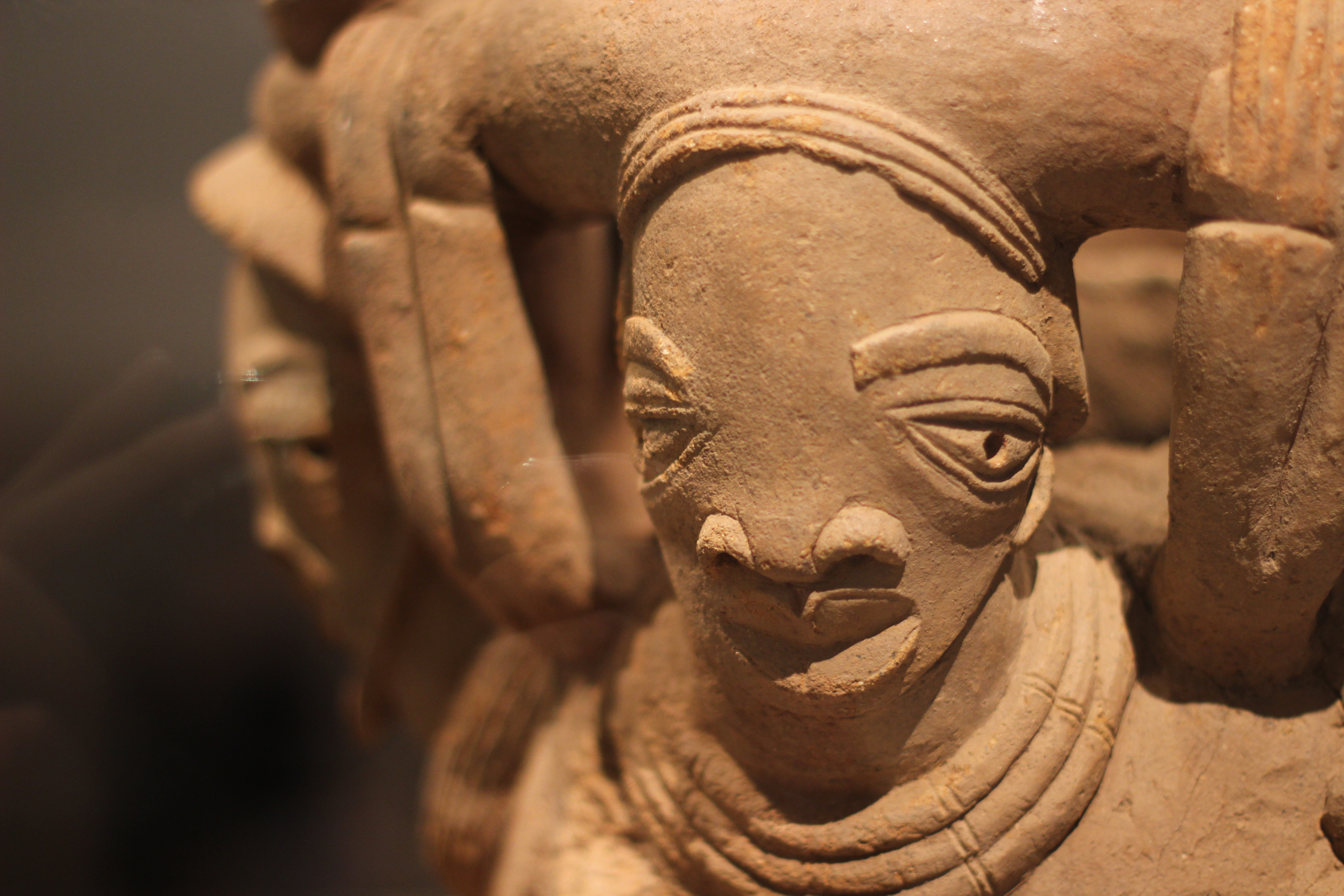
Sculpture de la culture Nok (- VIe siècle, Musée du Louvre), détail.

Taruga est l'un des sites du centre du Nigeria où furent exhumés des sculptures de la culture Nok. Depuis 1945 des objets similaires et des poteries ont été trouvés dans d'autres lieux de la même région, après leur découverte accidentelle par des mineurs à la recherche d'étain. Les pièces ont été datées de 500 av. J.-C. à 200 av. J.-C. La région était, à l'époque, plus humide et boisée qu'elle ne l'est aujourd'hui ; elle était et est toujours à l'extrémité septentrionale d'une zone de forêts denses. Les populations vivaient probablement d'élevage et de d'agriculture. Le climat s'asséchant, elles auraient migré vers le sud, ce qui fait que la population de la culture de Nok pourrait être l'ancêtre de peuples tels que les Igala, les Nupe, les Yoruba et les Ibos dont l’art présente des similitudes avec les artefacts de Nok.

## Sculptures en terre et poteries
Les plus anciennes sculptures de Taruga sont décorées avec des bandes obliques en peigne, obtenues par estampage, des rainures parallèles, de faux reliefs en chevrons et des triangles hachurés incisés. Ces dessins semblent être la base de l'inspiration de la tradition ultérieure de la ville d'Ife. Les styles sont similaires à ceux des objets datant du néolithique et de l'âge du fer, trouvés dans l'actuel Burkina Faso (zone dite du rim), qui présentent des décorations de roues torsadées et sculptées. La plupart des têtes et des bustes qui ont été découverts étaient probablement des éléments de pièces plus complètes. Les figures humaines représentent peut-être des héros tribaux ou des ancêtres et auraient pu avoir été conservées dans les sanctuaires des villages permanents.
Les poteries sont habituellement décorées de points en relief, obtenus grâce à une roulette, qui couvrent la majeure partie du corps du pot. Les points se combinent souvent avec des lignes rainurées, donnant ainsi un motif de filet. Les sculptures et les poteries ont été cuites à basse température et sont donc fragiles.

## Travail du fer
Bernard Fagg (en) a entrepris une fouille contrôlée de Tagura dans les années 1960, qui permit de trouver des sculptures de têtes humaines en terre cuite ainsi que des scories de fer qui furent datées, grâce au radiocarbone, du ive siècle av. J.-C. au iiie siècle av. J.-C.,. Le travail du fer à cet endroit est désormais daté avec certitude de 600 av. J.-C., deux cents ans avant qu'il ne commence à Katsina Ala, un autre site recélant des objets de la culture Nok. C'est une des dates les plus anciennes concernant le travail du fer en Afrique subsaharienne. On a pensé que la technologie de la fusion du fer avait été introduite depuis l'Afrique du Nord, peut-être via Méroé, mais elle peut très bien avoir été développée localement ; les fours en forme de ruche cylindrique d'Afrique de l'Est sont très différents de ceux qu'on trouve au nord de l'Afrique et en Mésopotamie. Les travailleurs du fer de Taruga avaient certainement développé l'innovation consistant à préchauffer l'air entrant dans le fourneau pour obtenir de plus hautes températures.

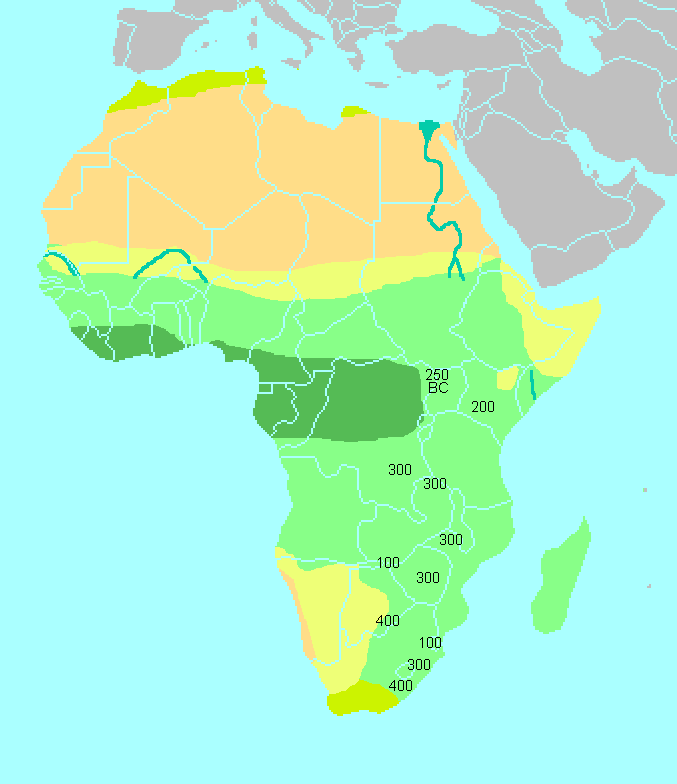
Sites de l'âge du fer en Afrique de l'Est et australe.

Une courte lame trouvée à Taruga, datée du ive siècle av. J.-C., a probablement été confectionnée à partir de pièces plus petites empilées et agglomérées par forgeage. Les fragments obtenus par fusion auraient été recouverts d'argile, chauffés à 1 200 °C, puis repris pour être soudés et forgés de manière à n'obtenir qu'une seule pièce. Cette approche est raffinée car elle permet d'éviter l'oxydation excessive durant la longue période de chauffage. Le métal est extraordinairement pur, exempt d'impuretés.

## Époque récente
En octobre 2007, le gouvernement fédéral a demandé la protection et la réhabilitation du site eu égard à son potentiel touristique. Il est cependant resté sous la menace des mineurs qui cherchent illégalement à profiter des ressources minérales.